# Juranson (parçan)
El Juranson, (en occità: País de Juranson) és un parçan o comarca d'Occitània situada a la Gascunya. La seva vil·la principal és Juranson.
Segons la proposta de divisió territorial d'Occitània del diari Jornalet, basada en l'obra de Frederic Zégierman Le Guide des pays de France, el parçan del Juranson estaria ubicat a la regió de la Gascunya, subregió del Bearn.
Oficialment, les comunes de Juranson estan adscrites administrativament i situades al centre-est del departament francès dels Pirineus Atlàntics, a la regió administrativa de Nova Aquitània.